# Anakalangu
Anakalangu, ook Anakalang, is een Austronesische taal die door ongeveer 14.000 (1981) mensen wordt gesproken ten oosten van de plaats Anakalang, gelegen op West-Soemba , onderdeel van de Kleine Soenda-eilanden (Indonesië).

## Classificatie
- Austronesische talen (1268)
  - Malayo-Polynesische talen (1248)
    - Centraal-Oostelijke talen (708)
      - Centraal-Malayo-Polynesische talen (168)
        - Bima-Soembatalen (27)
          - Anakalangu

Anakalangu · Bimanees · Dhao · Ende-Liotalen (4) · Kamberaas · Kepo' · Kodisch · Komodo · Lambojaas · Laura · Mamboru · Manggarai · Ngadha · Oost-Ngadha · Paluees · Rajong · Rembong · Riung · Rongga · Savunees · So'a · Wadjewaas · Wae Rana · Wanukaka